# Tillson Harrison
Tillson Lever Harrison (7 de enero de 1881 – 10 de enero de 1947) fue un médico, cirujano, oficial del ejército y aventurero canadiense. A temprana edad se trasladó a Nueva York y se alistó en el ejército de Estados Unidos. Más tarde regresó a Canadá para asistir a la universidad de Toronto, antes de ejercer la medicina en una serie de cargos peligrosos, tales como jefe del personal médico de Pancho Villa y médico del cuerpo de trabajadores chinos, con una plantilla de más de 200 000 hombres. Al terminar la Primera Guerra Mundial viajó por Oriente Medio tratando enfermedades venéreas y operando una clínica de rayos X en Lod, Israel.
Después de intentar fugarse con una de sus pacientes de un hospital en Constantinopla fue deportado, pero se las arregló para saltar del buque en Marruecos y unirse al ejército del Estado Libre Irlandés. En la década de 1930 viajó por 15 países en el desempeño de sus funciones profesionales y sirvió como médico de a bordo en un barco que cruzó el océano Índico durante la Segunda Guerra Mundial. Desde 1946 hasta su muerte colaboró con la United Nations Relief and Rehabilitation Administration (Administración de las Naciones Unidas para el Auxilio y la Rehabilitación -UNRRA-) en China, salvando la vida a muchas personas.
Hacia el final de su vida era capaz de hablar seis idiomas, había participado en siete guerras y había estado casado con cuatro mujeres al mismo tiempo. Su hija Rosalind declaró que el personaje de Indiana Jones estaba basado en él. Según ella, los productores de cine George Lucas y Steven Spielberg la contactaron después de la muerte de su padre y llevaron a cabo una serie de entrevistas, durante las cuales les proporcionó un relato completo de su vida.

## Primeros años
Harrison nació el 7 de enero de 1881 en Tillsonburg, Ontario, denominada así en honor a su bisabuelo George. Cuando era niño fue considerado un alborotador. En una ocasión encerró a su abuela en una habitación, y en otra se convirtió en la sensación del periódico local después de que su intento de viajar a Cuba fuese descubierto. En 1894 fue inscrito en el Upper Canada College en Toronto, pero lo abandonó al año siguiente. A la edad de 14 años huyó de sus padres para unirse al 22.º Batallón de Fusileros de Oxford, con sede en el Condado de Oxford, pero fue enviado de vuelta a su hogar cuando se descubrió que era menor de edad. Poco después se trasladó a Nueva York para unirse al Cuerpo de Ingenieros del Ejército de Estados Unidos y servir como parte de la fuerza de mantenimiento de paz en Filipinas, tras la derrota de España en 1898, y durante un breve período de tiempo, para ayudar a sofocar el levantamiento de los bóxers en China. Participó principalmente en las cuadrillas de trabajo para la construcción de caminos empleados para llevar suministros a zonas distantes y estuvo implicado en un solo incendio. Sin embargo, cuando su abuelo materno Edwin «Ed» Tillson (cuya compañía se convirtió en Quaker Oats) descubrió lo que el joven de veinte años de edad estaba haciendo, utilizó sus conexiones para influir al General Adna Chaffee en la emisión de una orden general para retirarlo del campo. Mientras servía en el ejército estadounidense enfermó de cólera y regresó a Canadá. Utilizando la herencia que había recibido recientemente de su difunto abuelo, comenzó a asistir a la Escuela de Medicina de la universidad de Toronto, antes de casarse en 1905 con Sybil Wilkin, hija de un abogado.
Después de su graduación en la universidad en 1907, obtuvo empleo en la Hudson's Bay Company y comenzó a tratar a la comunidad cree de Alberta, además de actuar como jefe de correos local. Posteriormente se mudó con su familia a Washington, luego a Idaho y por último a Drewsey, Oregón, donde fue médico, farmacéutico, alcalde, desarrollador y ranchero. En 1909 su esposa Sybil tuvo una hija, Rosalind. En 1912, el Journal of American Medical Association publicó un artículo suyo titulado «Cesarean Section Under Difficulties» («Cesárea bajo dificultades»), que documentó una cesárea realizada en un rancho remoto, iluminado por una lámpara de aceite. Debido a su naturaleza inquieta, dejó a su familia en Oregón y viajó a Londres en 1913, para hacer estudios de posgrado en ginecología y obstetricia. Cuando la Primera Guerra Mundial comenzó en 1914, colaboró en los esfuerzos de guerra en Bélgica. Mientras estuvo allí, conoció a una mujer turca llamada Eva y se casó con ella sin divorciarse de su primera esposa. En 1915, acompañado de su nueva esposa viajó a El Paso, Texas, para establecerse allí.

## Conflicto en América del Norte y la Primera Guerra Mundial
Poco después de llegar a Texas tomó el peligroso trabajo de jefe del personal médico del general revolucionario mexicano Pancho Villa. En una ocasión fue capturado por el enemigo de Villa, Venustiano Carranza, quien más tarde sería presidente de México. Fue condenado a muerte, pero cuando Carranza enfermó, se salvó, ya que era el único médico cualificado disponible. Mantuvo al general en un estado «cercano a la recuperación», lo que le permitió escapar y entregar información militar a las fuerzas estadounidenses estacionadas en la frontera.
Tras una breve estancia en la comunidad mormona del sur de Utah, se alistó en el cuerpo médico del Ejército de Canadá en 1917 y fue ubicado en un hospital francés, donde atendía las necesidades de los chinos del Cuerpo de Trabajo. Rápidamente aprendió el idioma y las costumbres de este grupo de unos 200.000 hombres, tratando con éxito muchos casos de esquistosomiasis, catarro y tuberculosis, y reduciendo significativamente el número de enfermos durante el invierno de 1917-18.

## Periodo de entreguerras
Al finalizar la Primera Guerra Mundial, viajó por el Oriente Medio desempeñando funciones de médico, tratando prostitutas que sufrían enfermedades venéreas en Constantinopla y operando una clínica de rayos X en Lod, Israel. Aunque todavía no estaba legalmente divorciado de sus dos primeras esposas, se casó con una mujer maltesa en Alejandría en 1920. Sin embargo, según Levine, los recién casados no pudieron encontrar la forma de escapar de la aventura que había seguido toda su vida a Harrison. El tren en que viajaban fue emboscado por una banda de sirios decepcionados con un grupo político. La rapidez de pensamiento del médico impidió que la pierna rota de su nueva esposa se gangrenara.
Aún a cargo del hospital de Constantinopla, intentó fugarse con una de sus pacientes, pero fue capturado y juzgado por conducta delictiva, ya que la paciente era en realidad la esposa de un oficial turco. Cuando iba a ser deportado a Canadá, escapó mientras su barco estaba atracado en Marruecos. En su camino a Irlanda se hizo pasar por católico y se unió al Ejército del Estado Libre. Cuando fue descubierto, se apresuró a cruzar a Gales, donde atendió a los trabajadores de las minas de carbón locales de silicosis. En 1923 se casó con su cuarta esposa, Eva Olwen Bowen en Cardiff, aún sin haberse divorciado de sus tres esposas anteriores, y se marchó con ella en una aventura por el Caribe. Se cree que abandonó a su mujer en algún momento a mediados de la década de 1920. En el transcurso de la década de 1930 trabajó en quince países entre América Latina y Oriente Medio. Durante un año se desempeñó como médico de un ejército guerrillero que luchaba contra los japoneses, enfrascados en la segunda guerra sino-japonesa con China. Después de 1938 viajó a Shanghái con fondos prestados por un antiguo compañero de escuela que residía en Jamaica y por su hermano, y estableció una práctica médica privada, apoyando a la Cruz Roja china siempre que le fue posible.

## Segunda Guerra Mundial y después
Entre los años 1941 y 1946 fue el médico de a bordo del barco Demodocus, un buque de vapor que transportaba suministros a las fuerzas aliadas en el Océano Índico. Después de la guerra quiso ayudar a la United Nations Relief and Rehabilitation Administration (Administración de las Naciones Unidas para el Auxilio y la Rehabilitación -UNRRA-), pero tuvo que falsificar sus registros, restando siete años a su edad para poder servir con ellos. Como parte de sus actividades trabajó en China entregando suministros, muy necesarios para un país devastado por la larga segunda guerra sino-japonesa, y una vez incluso salvó la vida de 90 estudiantes cuando los protegió de un oficial del Kuomintang, poniéndose un uniforme del ejército estadounidense, y siendo capaz de persuadirlo para no inspeccionar una barcaza que llevaba a los estudiantes escondidos en su interior.
El 4 de diciembre de 1946 salió de Shanghái con aproximadamente 50 toneladas de suministros. En este viaje en tren fue acompañado por un trabajador ruso de la UNRRA y representantes encargados del bienestar chino. Debido a las repetidas inspecciones Kuomintang, el viaje sufrió constantes retrasos. El primer retraso ocurrió en Nankín y duró cuatro días, la segunda demora, en Xuzhou, fue de igual duración. En una estación, el vagón de los suministros médicos fue desenganchado de la máquina del tren y dejado en una sombría llanura. Los dos trabajadores del UNRRA no tenían agua limpia para beber y se vieron obligados a hervir agua estancada que se encontraba contaminada con desechos humanos. Para agravar situación, la manta y zapatos de Harrison fueron robados, y debido al frío, comenzó a sufrir de congelación. Dos semanas después de haber dejado Shanghái, a su tren se le permitió moverse de nuevo, aunque todavía tuvieron que enfrentarse a más problemas. En cada una de las veinte estaciones del trayecto, el tren padeció un retraso de hasta tres horas. A su llegada a Kaifeng, el viaje tuvo que ser completado en camión y en una carreta tirada por bueyes. Después de completar la entrega, volvió a recoger una segunda carga, pero no pudo continuar más allá de la sucursal en Zhangqiu del hospital receptor. Murió el 10 de enero de 1947 debido a la hipotermia, cerca de Kaifeng en China, a los 66 años de edad. Al final de su vida podía hablar seis idiomas diferentes, había participado en siete guerras y, aunque esto no fue descubierto hasta algunos años después de su muerte, estaba casado con cuatro mujeres al mismo tiempo.
Aunque en Canadá es prácticamente desconocido, en China es muy respetado. En Shanghái se erigió una estatua en su honor y su sepultura se encuentra en Kaifeng, en un complejo anglicano, que funciona en la actualidad como la escuela Dr. Tillson Harrison Memorial School, en tanto que el Harrison International Peace Hospital de Hengshui atiende diariamente a alrededor de 800 pacientes ambulatorios. La ciudad de Tillsonburg, en Ontario (llamada así por su bisabuelo), mantiene una prolongada relación con el hospital, que pasó a denominarse como tal en 1947, abandonando su nombre anterior de Handan International Peace Hospital. En 1988, el primer ministro de Canadá, Brian Mulroney, envió una carta conmemorativa al embajador de China para señalar el centenario de su nacimiento. Sin embargo, en ese momento no estaba claro que Harrison había falsificado su edad cuando se alistó en la UNRRA y las celebraciones tuvieron lugar siete años después del verdadero centenario. En 1988, sus restos fueron reenterrados en un gran mausoleo, en un acto público al que muchos canadienses fueron invitados.
Según su hija Rosalind, varias décadas después de la muerte de su padre los productores de cine George Lucas y Steven Spielberg se pusieron en contacto con ella, y en una serie de entrevistas les hizo un relato completo de su vida. Afirmó que esta narración se convirtió en la inspiración para la serie de exitosas películas de Indiana Jones. En años recientes, la vida de Tillson Harrison ha sido objeto de una dramatización en un programa de radio de cinco episodios de la CBC Radio escrito por Antanas Sileika.